# Водонапорная башня (Эльмсхорн)
Водонапорная башня Эльмсхорна (нем. Wasserturm Elmshorn) — архитектурное сооружение в стиле неоренессанса, построенное в 1902 году компанией «Лихт-, Крафт- унд Вассерверке» из Ноймюнстера по проекту инженера Майбаума в городе Эльмсхорн. Находится на улице Ягнштрассе на северо-западе города. Памятник культуры.

## Сооружение
Водонапорная башня представляет собой круглое здание конусообразной формы, построенное из красного кирпича и сужающееся от основания к крыше. По окружности на уровне оконных проёмов башня имеет полосы орнаментальной кладки из облицовочных камней. Высота водонапорной башни Эльмсхорна составляет 43,5 метра; полезная высота при эксплуатации составляла 39,5 метра. На верху, у основания резервуара, находится рельефный гребень из кирпича и фасонных камней. Выступающий уровень башни построен из кирпича и железных каркасов. Резервуар водонапорной башни объёмом в 550 кубических метров относился к типу «Инце»
, который был изобретён инженером-гидротехником Отто Инце. Изготовлен из стали с заклёпками и опирается на гранитное кольцо.

## История эксплуатации
Водонапорная башня Эльмсхорна была построена в 1902 году компанией «Лихт-, Крафт- унд Вассерверке» из Ноймюнстера по проекту инженера Майбаума. Ранее в 1900 году в дюнах Литера был построен первый муниципальный водопровод. Водяные насосы приводились в движение газовыми двигателями. Первоначальная длина трубопроводной сети составляла 22 000 метров. Система обеспечила водоснабжение почти половины домашних хозяйств Эльмсхорна. До 1989 года водопроводная башня выполняла функцию резервуара для воды и гарантировала равномерное давление при подаче воды в дома. Затем современные технологии сделали её эксплуатацию ненужной, и длительное время башня пустовала. Водонапорной башне был присвоен статус памятника культуры.
В 2003 году здание перешло в частную собственность за символическую плату. По проекту архитектора Яна-Петера Витте в нём были устроены мастерская по изготовлению свечей и городское кафе. У башни появился уровень галереи, чтобы оптически уменьшить высоту этажа до 6 метров. Крутая деревянная лестница заменила современная винтовая. Был создан дополнительный вход. Затраты на переоборудование водонапорной башни составили более 206 000 евро. Фонд сохранения культурных памятников в Эльмсхорне выделил на эти цели 17 950 евро.